# 幼少期のキリスト (ホントホルストの絵画)
『幼少期のキリスト』（ようしょうきのキリスト、露: Детство Христа、英: Childhood of Christ）は、オランダ黄金時代の画家ヘラルト・ファン・ホントホルストが1620年ごろ、キャンバス上に油彩で制作した絵画である。作品はP・P・デゥルノーヴォ (P.P. Durnovo) のコレクションに由来し、1925年以来、サンクトペテルブルクのエルミタージュ美術館に所蔵されている。

## 作品
ファン・ホントホルストは、ユトレヒトのカラヴァッジョ派の画家の1人である。彼らは半身像の人物を画面前景に配置し、劇的な効果を高める光と陰の対比の描写「キアロスクーロ」を用いた。その中で、ファン・ホントホルストは夜景図で知られ、滞在していたイタリアでは「ゲラルド・デッレ・ノッティ (夜のヘラルト)」という名で呼ばれた。
本作には彼の様式上の特徴がよく認められるにもかかわらず、エルミタージュ美術館に収蔵された当時は、カラヴァッジョの模写作品であると考えられていた。その後、フランスの画家トロフィム・ビゴーの作とされたが、マリア・シェルバチェワ (Maria Scherbacheva) によりファン・ホントホルストに帰属され、以後、すべての研究者がこの帰属を認めている。本作は様式的に見て、画家がイタリアから帰国してすぐの1620年ごろに制作された作品である。
ファン・ホントホルストは何点かの宗教的主題の作品を制作したが、教会用ではなく (オランダはプロテスタントの国で、教会用の絵画作品は描かれなかった)、本作は親密な情景となっている。主題は聖書外典に由来する。古い文献には、少年時代のイエス・キリストが現世における父聖ヨセフから大工仕事を教わったという記述が見られる。しかし、本作のキリストはヨセフにロウソクの光を差し出し、奇跡の力で助言を与え、彼の仕事を手助けしている。それは、画面右側で指さす仕草を示す天使の姿からも明らかである。この風俗画のような場面は、「わたしは、世の光です」という「ヨハネによる福音書」 (8章12節) の言葉が示すように、キリストが全人類に光をもたらす世界に変貌させられている。